# Бамси
Ба́мси (швед. Bamse), полное название «Ба́мси — са́мый си́льный медве́дь в ми́ре», (швед. Bamse — Världens starkaste björn) — серия комиксов о медвежонке Бамси и его друзьях. По мотивам комиксов были сняты мультфильмы.

## История создания
Создан в Швеции в 1966 году, первоначально выходил по выходным на газетном развороте и был чрезвычайно популярен у детей. С 1973 года выпускался в виде отдельного комикса. Создатель Бамси — художник Рун Андреассон до 1975 года рисовал комиксы самостоятельно, до этого он уже создал несколько комиксов о медведях — Бруме, Тедди и Налле. В 1976 году к созданию комиксов был привлечён оформитель Франциско Тора, но до 1990 года Андреассон продолжал разрабатывать сюжеты лично. В 1983 году в авторский коллектив был приглашён Бо Мишанек. В начале 1990-х годов коллектив вновь расширился за счёт нескольких приглашённых авторов и иллюстраторов, в том числе Клэса Реймерти и Тони Кронстама. Андреассон до 1992 года занимался подготовкой и выпуском обложки.
В 1990-х Бамси был известен в 15 странах, среди них Россия, Германия, Болгария, Норвегия и Дания, а по состоянию на 2016 год комикс выходил на шведском, финском и северносаамском языках.
В 1999 году журнал комиксов был продан издательству Egmont.

## Сюжет
Бамси — самый сильный медвежонок, он становится таким после того, как съест баночку мёда, который готовит его бабушка. Сила помогает решать многие проблемы, очень часто он выручает друзей. Друзья тоже очень часто приходят ему на помощь, особенно Черепашкин, у которого в панцире спрятано много полезных вещей. Кролик Попрыгунчик очень быстрый и ловкий, но при этом очень трусливый.
С 1982 года сюжетная линия изменилась — Бамси стал отцом четверых детей. В связи с этим увеличилась воспитательная нагрузка комикса. В нём стали чаще подчёркиваться семейные ценности и актуальные темы. Такие как депрессия и тяжелая зависимость от употребления мёда.